# La Ronde des heures (film, 1931)
Pour les articles homonymes, voir La Ronde des heures.
Pour plus de détails, voir Fiche technique et Distribution.
La Ronde des heures est un film français réalisé par Alexandre Ryder, sorti en 1931. Il a fait l'objet d'un remake en 1949.

## Synopsis
Un chanteur épouse une jeune fille riche sans l'assentiment de ses parents. Mais il perd sa voix, et doit la quitter. Il devient clown dans un cirque.

## Fiche technique
- Titre : La Ronde des heures
- Réalisation : Alexandre Ryder
- Scénario : d'après le roman d'Henri Falk
- Dialogues : Pierre Maudru
- Photographie : Willy Faktorovitch
- Musique : Louis d'Yvré, Henri Falk, Rodolphe Herman, René Silviano
- Décors : Jean d'Eaubonne
- Producteur : Jacques Haïk
- Société de production : Les Établissements Jacques Haïk
- Pays de production :  France
- Genre : Film dramatique
- Durée : 111 minutes
- Date de sortie : 
  - France : 13 février 1931
  - chanson : « La ronde des heures » de Silviano et Falk (chantée par A. Baugé)

## Distribution
- André Baugé : André Frénoy
- Paule Andral : Madame Méry-Velcourt
- Gilberte Savary : La petite Lilette
- Francine Mussey : Yvette
- Georges Tréville : Henri Velcourt
- Léon Belières : L'habilleur
- Pierre Stéphen : Monsieur de Mirsolle
- Robert Clermont : Le directeur du théâtre
- André Nicolle : Le directeur du cirque